# Georges Supersaxo
Georges Supersaxo ou Jörg auf der Flüe  (né en 1450 à Ernen, mort en 1529 à Vevey) est une personnalité de l'histoire valaisanne du XVIe siècle. Georges Supersaxo était le fils du prince-évêque Walter Supersaxo. Il fut opposé à Jost von Silenen, l'évêque de Sion puis à Matthieu Schiner. 

## Biographie
Il intervient dans le jugement de nombreuses personnes accusées de sorcellerie, comme par exemple Pierre de Torrenté, dont Georges Supersaxo est soupçonné d'avoir récupéré les biens. Lors de la mort de Jost von Silenen en 1498, Supersaxo aida le clan Schiner à accéder au pouvoir épiscopal, à commencer par Nicolas Schiner. Mais celui-ci rompit un accord et imposa son neveu, Matthieu Schiner, anciennement ami et protégé de Supersaxo.
La politique et les méthodes de Schiner furent fortement désapprouvées par Supersaxo et un violent conflit éclata entre les deux hommes. Au centre des tensions se trouvaient les alliances avec la France. Supersaxo fut accusé de haute trahison, de révolte et de fuite le 11 mai 1510.
Le Valais s'enfonça alors dans une période trouble avec une excommunication prononcée par le pape, allié de Schiner, à l'encontre de Supersaxo le 2 avril 1512. Il se rendit à Rome où il fut emprisonné puis libéré le 11 décembre 1515. Chaque partie utilisa divers moyens pour faire pression sur son adversaire : enquêtes, condamnations douteuses, exécutions sommaires, etc. Afin d'asseoir son pouvoir, Schiner mit en place en 1514 une loi favorable à l'évêché en instaurant un droit régalien de l'église. Supersaxo fit adopter en 1517 la « Paix des Patriotes », une motion visant à remplacer le prince-évêque si celui-ci s'absentait plus de 6 mois en dehors des frontières valaisannes. En 1518, Supersaxo profita de l'absence de Schiner pour attaquer Sion et incendier le château de la Bâtiaz à Martigny alors sous le contrôle du frère de l'évêque, Pierre Schiner. Matthieu Schiner, à ce moment en dehors des frontières, ne pouvait plus revenir et dut s'installer à Zurich. Exilé, il mourut de la peste à Rome en 1522 après avoir manqué d'être pape.
Fatigués par les nombreux abus de Supersaxo, les Valaisans le chassèrent du pays en 1527 par une mazze. Il fut alors forcé de s'exiler à Vevey pour éviter un procès. Il mourut dans cette ville en 1529.

## Postérité

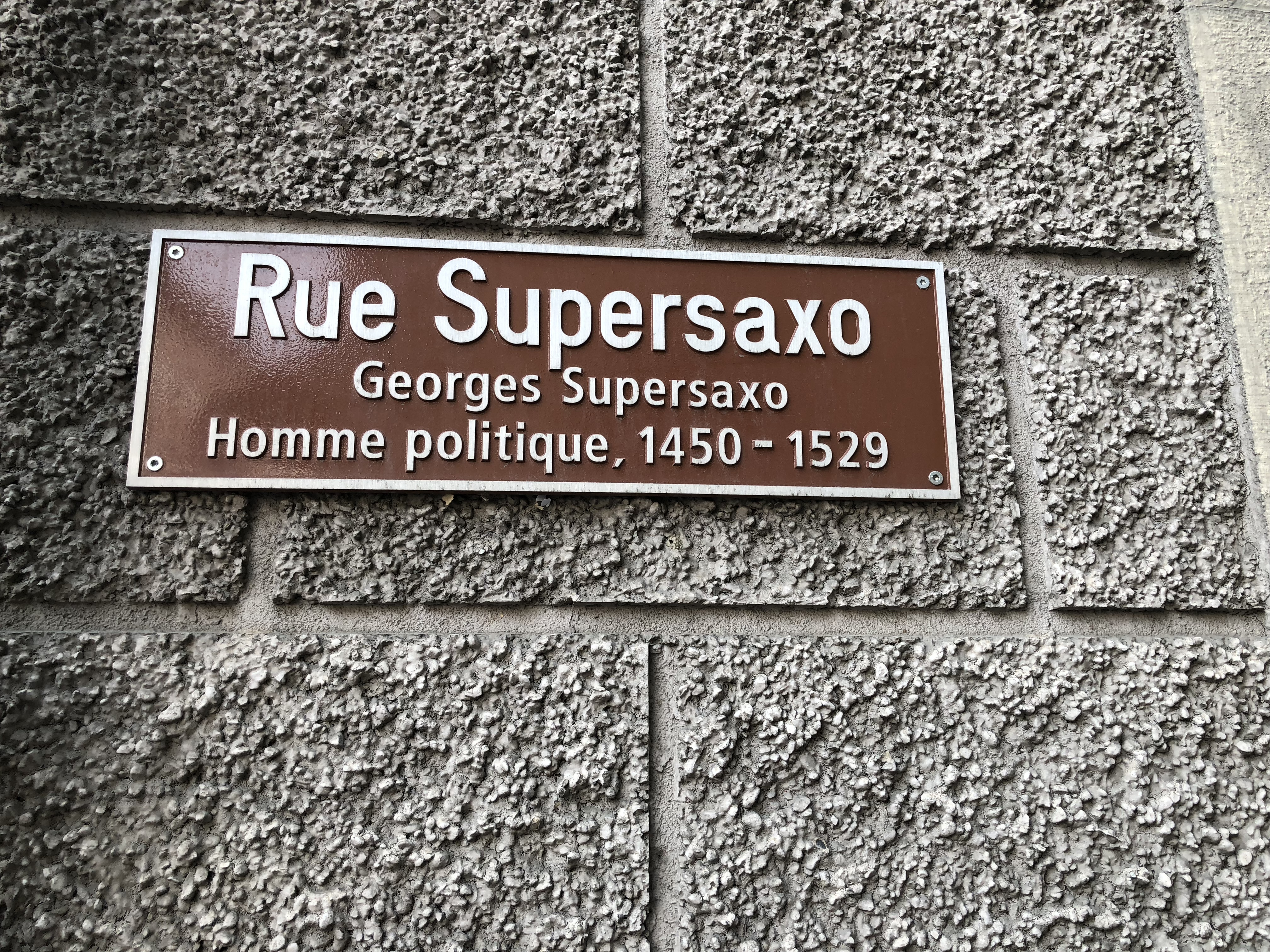
rue nommée d'après Georges Supersaxo

Une rue porte son nom à Sion.